# محسن‌آباد (کرمان)
محسن‌آباد روستایی در بخش جوشان شهرستان گلباف  استان کرمان ایران است.

## جمعیت
بر پایه سرشماری عمومی نفوس و مسکن در سال ۱۳۹۵ جمعیت این روستا ۱۷۵ نفر (۴۳خانوار) بوده‌است.